# Nizhnevártovsk
Nizhnevártovsk (en ruso: Нижнева́ртовск) es la segunda ciudad más grande de Janti-Mansi (Rusia), por detrás de la ciudad de Surgut. Una de las pocas ciudades regionales rusas que supera a la capital  Janty-Mansiysk de su entidad constitutiva, tanto en términos de población como de potencial económico. Se encuentra a lo largo de la orilla derecha del río Obi. Su población es de 277.668 (censo de 2020).  

## Historia
Fue fundada en 1909; su desarrollo, en una gran ciudad fue impulsado en 1960 por el descubrimiento del campo petrolero de Samotlor, el más grande del país. El estatus de ciudad se le concedió en 1972. Nizhnevártovsk ahora es el centro de la región de Siberia Occidental. En la década de 2010, la ciudad comenzó a construirse activamente hacia el este de la ciudad; en solo unos años, surgieron varios microdistritos nuevos a la vez, que se distinguían por una infraestructura bien pensada y nuevas soluciones arquitectónicas .Este boom de la construcción fue el más grande desde los años 70 y 80. El centro de la ciudad también está adornado con muchos edificios nuevos, tanto residenciales como públicos. 
Es una ciudad productora de petróleo y una de las más ricas del país. El aeropuerto Nizhnevártovsk es el 15º aeropuerto de Rusia por pasajeros, muy por delante de los de muchas grandes ciudades. 
La ciudad se presenta en un sistema de red, sin embargo, debido a su ubicación en la orilla del río, hay un pliegue en la red para poder seguir el curso del río.

## Imágenes y mapas

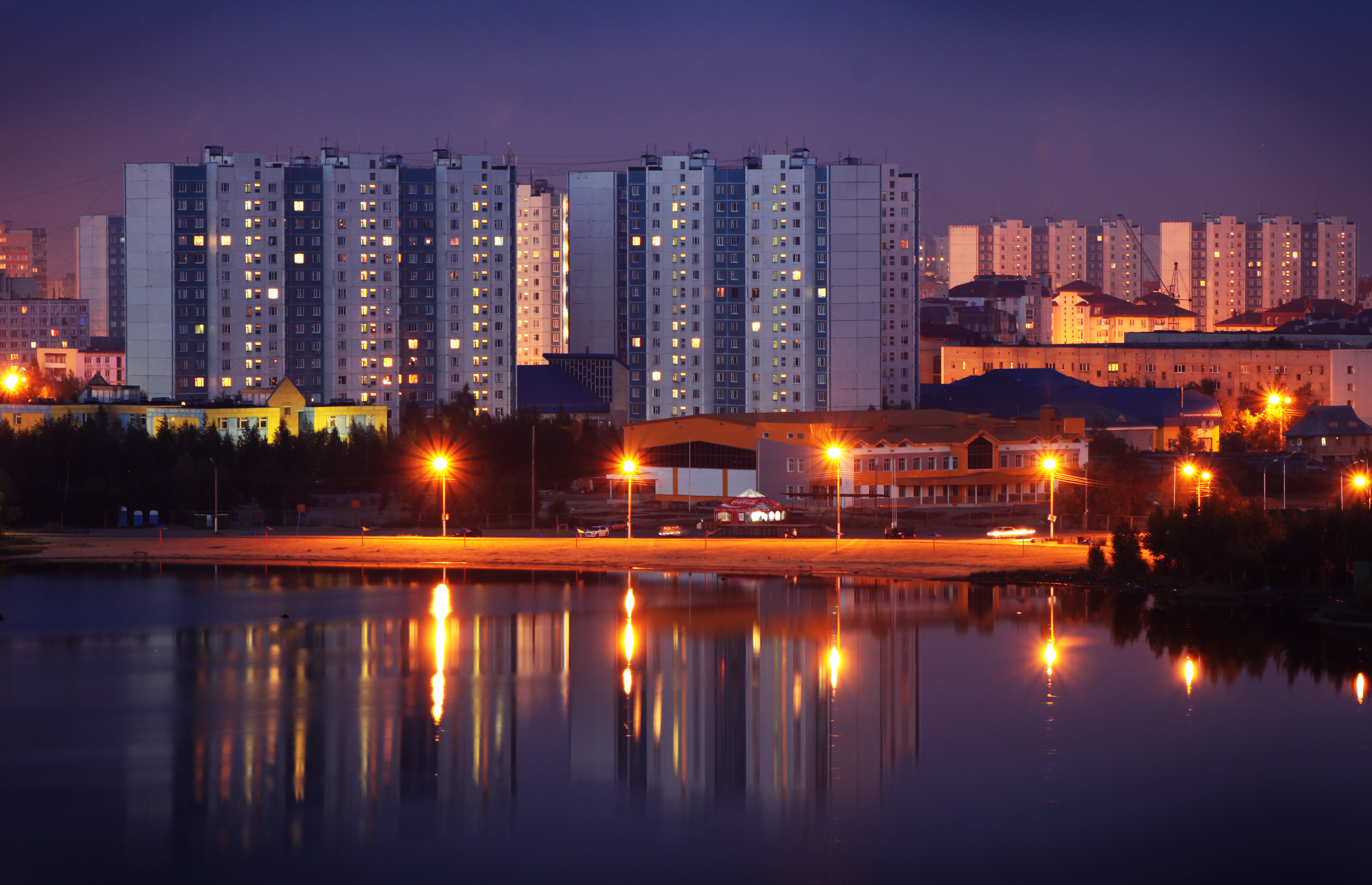
Otra vista nocturna de la ciudad
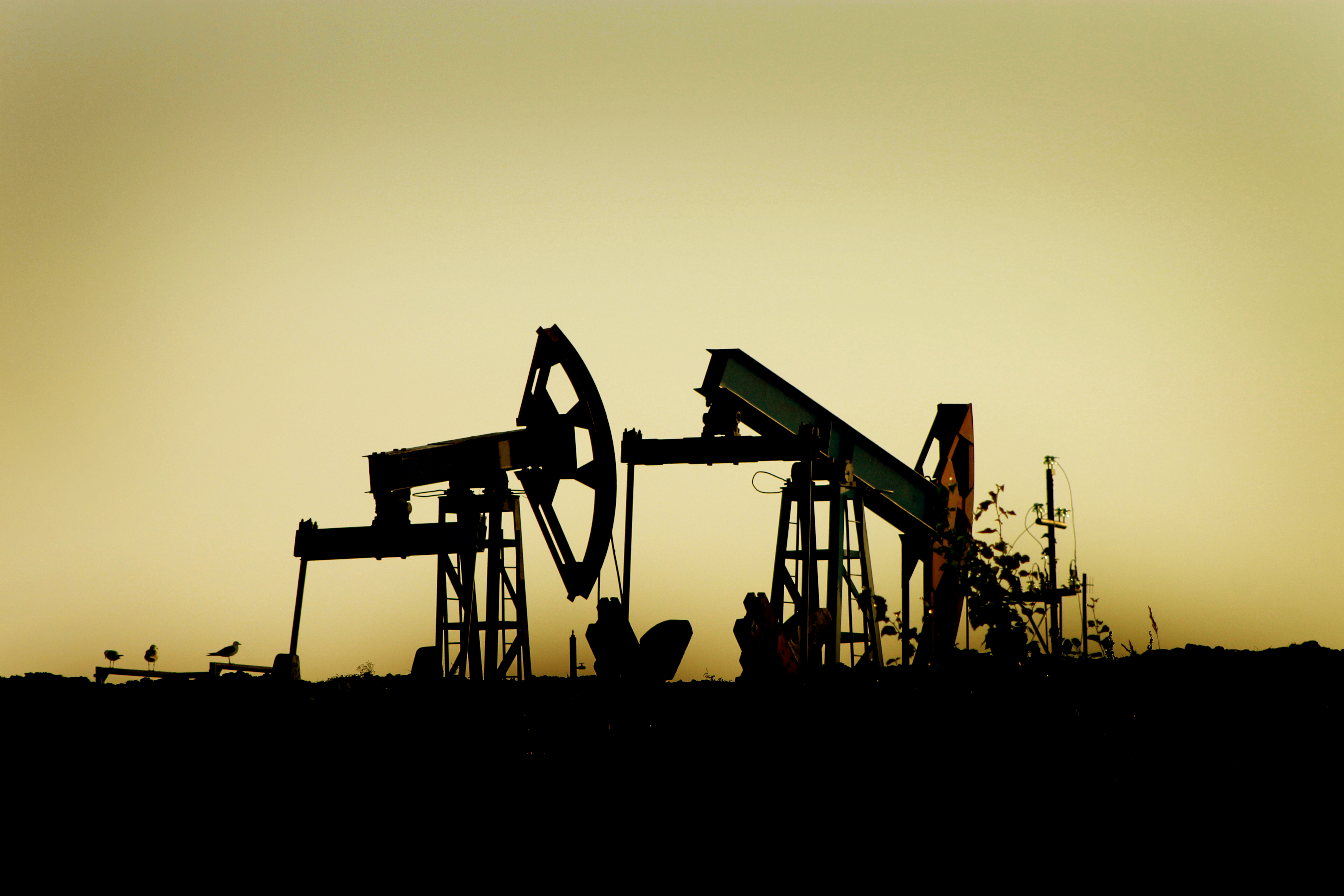
Área del lago Kymyl, cerca de Nizhnevártovsk
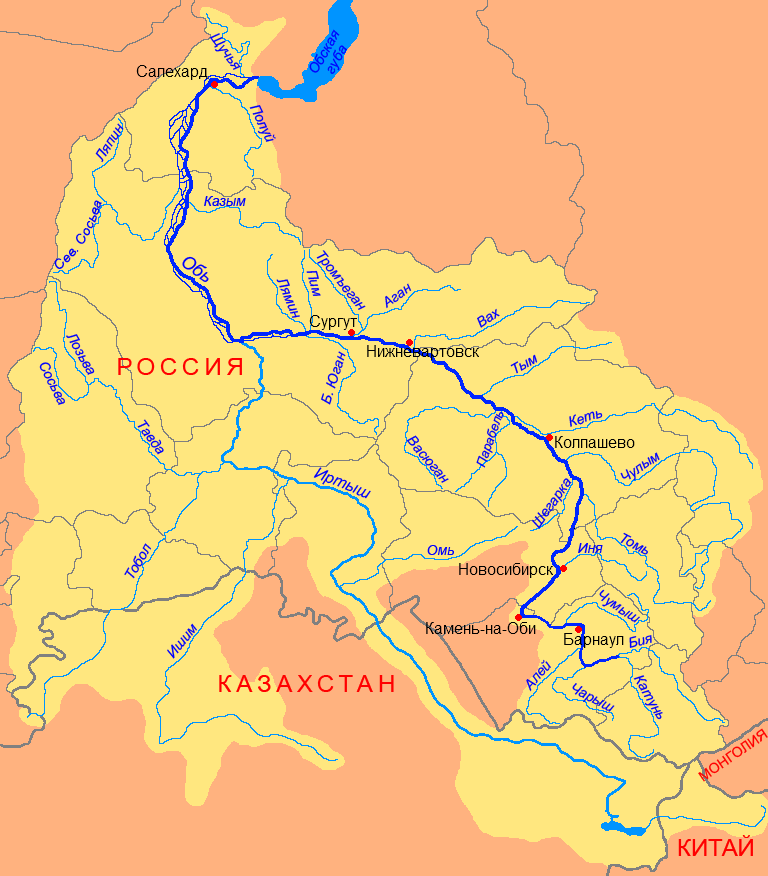
Nizhnevártovsk (Нижневартовск) en mapa del río Obi
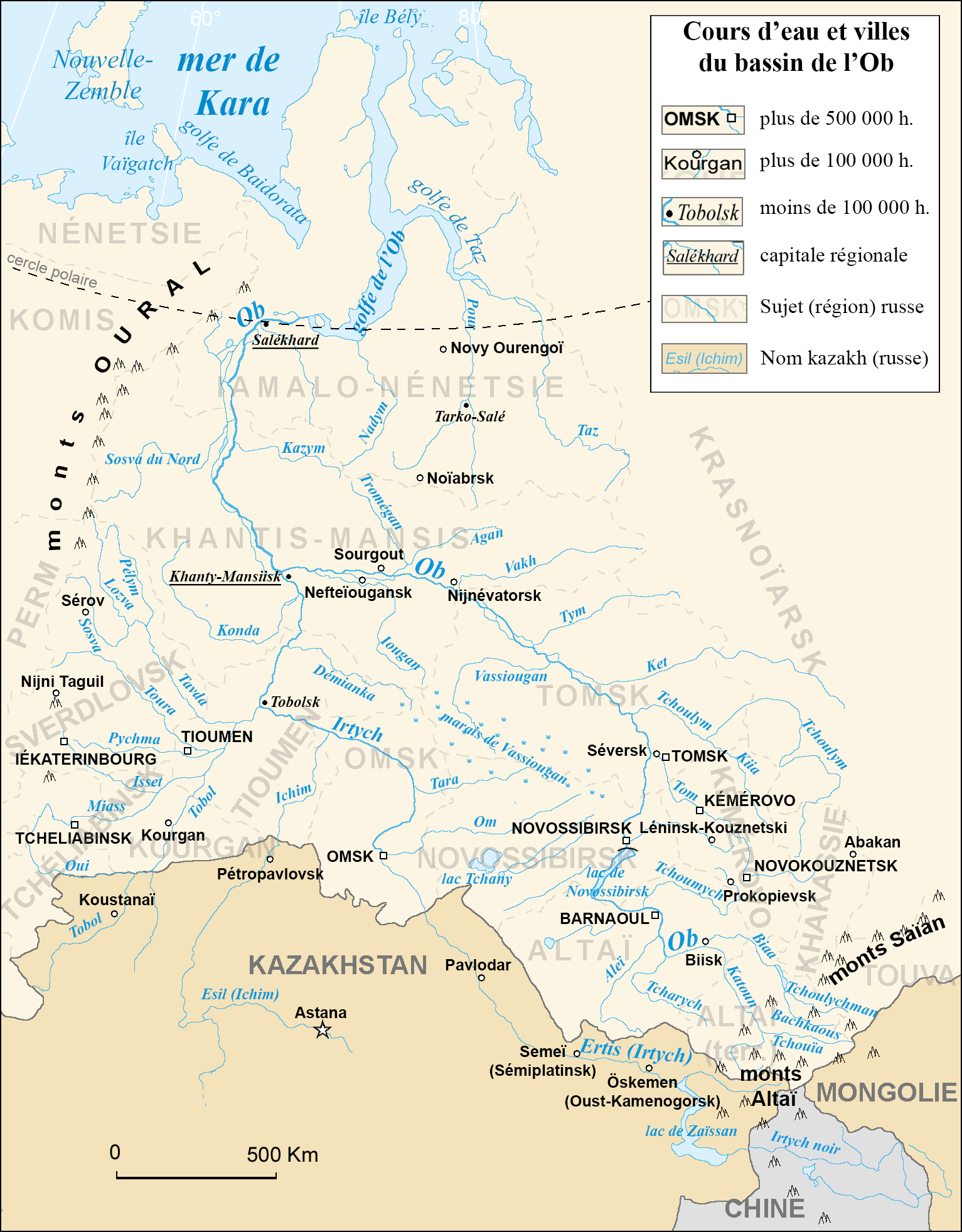
Mapa de la cuenca del Obi donde está Nizhnevártovsk

## Clima
Cada invierno las temperaturas pueden bajar a -50 °C, y los habitantes locales construyen un gran número de esculturas de nieve y hielo y zonas de juego para los niños en los parques, la mayoría compuestas por imágenes de Santa Claus. En el verano las temperaturas pueden llegar a alcanzar los +35 °C.

## Población
Cuenta con una población de 277.668 habitantes (censo del 2020). 
| 1959  | 1970   | 1979    | 1989    | 2002    | 2008    | 2020    |
| ----- | ------ | ------- | ------- | ------- | ------- | ------- |
| 2.300 | 15.700 | 108.700 | 241.500 | 239.044 | 240.800 | 277.668 |

- Datos: Q172637
- Multimedia: Nizhnevartovsk / Q172637